# Kenwa Mabuni
Kenwa Mabuni (Shuri, 14 november 1889 - Tokio, 23 mei 1952) was een Okinawaans karatemeester, die de grondlegger is van de Shito-ryu-stijl van karate. In de jaren twintig verhuisde Kenwa Mabuni naar Japan om daar het karate te verspreiden.
Mabuni is bekend als een van de geleerden van de karate uit Okinawa. Hij studeerde met andere karatemeesters en leerde Gichin Funakoshi zelfs sommige kata's. In opdracht van de Japanse overheid creëerde Mabuni de kata's Aoyagi/Seiryu en Meijio/Myojo samen met Yasuhiro Konishi, met hulp van Ueshiba Morihei. Deze kata's waren specifiek voor vrouwen gemaakt.

## Biografie

### Vroege jaren
Kenwa Mabuni werd geboren op 14 november 1889 in de stad Shuri te Okinawa. Kenwa Mabuni stamde af van de strijdersklasse (bushi) van Okinawa, net zoals vele oude karatemeesters. Leden van zijn familie diende de Okinawaanse heren voor honderden jaren. Als kind wou Kenwa Mabuni heel erg als zijn geweldige voorvaderen zijn, maar ongelukkigerwijs was hij erg zwak en vaak ziek. In 1902 op de leeftijd van 13 jaar werd Kenwa Mabuni geïntroduceerd bij een bekende vechtkunstenaar van Shuri, meester Anko Itosu, om onder hem te trainen en zodoende zijn gezondheid te verbeteren. Vanaf die dag miste hij nooit een training tot aan zijn 20-jarige leeftijd. Itosu had een sterke band met zijn jonge pupil en Mabuni leerde 23 kata's van hem.
In 1909, aangemoedigd door meester Itosu om zijn kennis van de vechtkunst te vergroten en op advies van zijn beste vriend Chojun Miyagi, begon Kenwa Mabuni les te nemen van meester Kanryo Higaonna van Naha. Van Higaonna leerde Mabuni Naha-te, een karatestijl die sterk beïnvloed is door Chinese vechtkunsten. Mabuni trainde ook onder de kluizenaar Seisho Aragaki (1840-1918), die eenzelfde stijl als Higaonna onderwees. Arakagi leerde Mabuni de kata's Unshu, Sochin en Niseishi. Aragaki was ook expert in kobudo (wapenvechtkunsten) en hij leerde Mabuni de kobudo kata's Aragaki-Sai en Aragaki-Bo.
In 1915 stierf zijn meester Kanryo Higaonna. In datzelfde jaar stierf ook zijn meester Itosu. Itosu’s dood onthutste Mabuni zodanig dat hij een schrijn bouwde voor zijn meesters graf. Een jaar lang bezocht hij elke dag zijn meester graf, waar hij zijn kata ten ere van zijn meester beoefende.
Nadat hij zijn verplichte militaire dienstplicht voltooid had na afgestudeerd te zijn van middelbare school, werd Kenwa Mabuni politieman van beroep. Rond 1918 was Kenwa Mabuni een belangrijke figuur geworden in de vechtkunst gemeenschap en was gerespecteerd door zijn collega's.
Tijdens de 1920’s nam Mabuni deel aan een karate club, die beheerd werd door Choyu Motobu, met hulp van Chojun Miyagi, Chomo Hanashiro en Juhatsu Kyoda. Choyu Motobu was een meester van het Shuri-te en Udunte. Hanashiro was ook een Shuri-te expert, terwijl Kyoda dezelfde Naha-te achtergrond had als Miyagi. Bekend als de Ryukyu Tode Kenkyu-kai (Okinawa Karate Onderzoeksclub) was deze dojo (trainingshal) een van karate's historische juwelen. Experts van diverse achtergronden trainden en gaven les daar, en het was daar dat Mabuni enige Fuijan Witte Kraanvogel Kungfu technieken leerde van de legendarische meester Gokenki, een Chinees woonachtig in Okinawa en theehandelaar van beroep. Gokenki's chinese naam was Wu Xian Gui.

### Japan
Nadat Funakoshi het karate in Japan introduceerde in 1922, maakte Mabuni verscheidene reizen naar Japan. In Japan spendeerde Mabuni veel tijd met Yasuhiro Konishi, een vriend en soms een student die later Shindo-Jinen-ryu karate grondlegde. In 1925 bezochten Mabuni en Konishi Japans Wakayama prefectuur waar Kanbum Uechi, de grondlegger van Uechi-ryu karate, aan het onderwijzen was. Het was na de training met Uechi dat Mabuni een kata genaamd Shinpa bedacht. Mabuni verbleef het meest van zijn tijd in de stad Osaka, waar hij in verschillende dojo's lesgaf, inclusief bij de Seishinkai (de school van Kosei Kokuba). Choki Motobu gaf ook les bij Kokuba’s dojo. Het was Kokuba die later de Motobu-ha Shito-ryu karate formeerde. In 1929 verhuisde Mabuni permanent naar Osaka. Kort daarna dwong de Butokukai, het sanctionerend lichaam van de Japanse vechtkunsten, alle karate scholen om zich te registeren door een stijlnaam. Eerst noemde Mabuni zijn stijl Hanko-ryu (half-harde stijl), maar begin jaren 1930 werd Shito-ryu de officiële naam. Deze naam werd bedacht van alternatieve vertalingen van de namen van Mabuni’s twee voornaamste leraren, Itosu en Higaonna.
Over de volgende paar jaren wijdde meester Mabuni zich toe tot de verdere ontwikkeling en promotie van Shito-ryu karate in de omgeving van Osaka. Hij werd geconfronteerd met de moeilijke taak om zijn vreemd uitziende vechtkunst aan de lokale bevolking van Osaka te laten accepteren. Om Shito-ryu aan de aandacht van het publiek te brengen, gaf meester Mabuni vele demonstraties, waar hij stenen en planken doorbrak om de kracht van het karate te laten zien. Meester Kenwa Mabuni gaf ook gratis les bij verscheidene politiebureaus over heel West-Japan.
Uiteindelijk begonnen zijn grote inspanningen zich te lonen door de stichting van de Dai Nihon Karatedo Kai in 1931. Deze oorspronkelijke groep werd later de voorganger van de huidige World Shito-Kai Karatedo Federation. Shito-ryu karate werd meer geaccepteerd na deze tijd en meester Mabuni begon bij zijn huis aan veel leerlingen les te geven en bij vele universiteiten, die clubs vormden. Onder zijn vele leerlingen bevonden ook zijn twee zonen, Kenei Mabuni en Kenzo Mabuni. Andere leerlingen waren Chojiro Tani (grondlegger van Tani-ha Shukokai), Ryusho Sakagami, Yoshiaki Tsujikawa, Ken Sakio, Jun-ichi Inoue, Manzo Iwata, Toshiyuki Imanishi, Kazuo Kokuba, Tokio Hisatomi en Ryusei Tomoyori.

### Laatste jaren
Tijdens de Tweede Wereldoorlog verloren vele jonge karateka's hun levens, zo ook van de Shito-ryu-groep. Meester Mabuni zelf overleefde de naoorlogse onrust ternauwernood en kampte met grote armoede. Toen de oorlog voorbij was, begonnen vele eerder gevestigde Shito-ryu karateclubs in universiteiten en scholen te heropenen. Rond deze tijd werd de toekomst van Shito-ryu karate gewaarborgd door vele overlevende leerlingen, waarvan het merendeel afkomstig van de oostkust van Japan in het district Kanto.
Meester Kenwa Mabuni stierf op 23 mei 1952.